# Блокпост (укріплення)

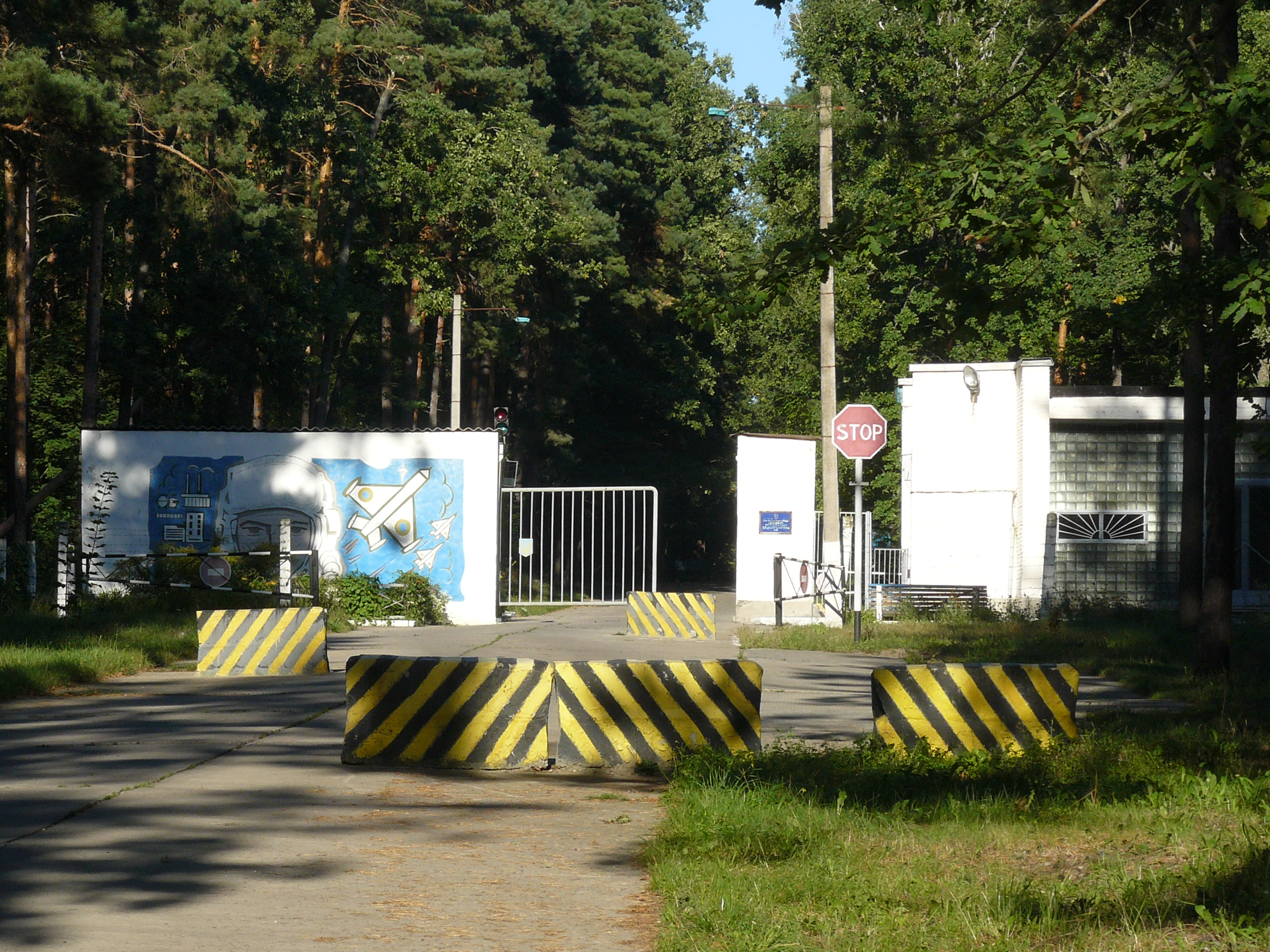
Блокпост біля українського селища Городок

Блокпо́ст (БП) — дорожній укріплений контрольно-пропускний пункт (КПП) із озброєною охороною, здатний самостійно тримати кругову оборону. Блокпост встановлюється на в'їзді/виїзді (вході/виході) на територію/з території, де введено воєнний стан та запроваджено комендантську годину. Там облаштовуються місця для перевірки осіб, транспортних засобів, багажу та вантажів, позиції вогневих засобів та бойової техніки, місця для відпочинку та забезпечення життєдіяльності особового складу, який виконує завдання на блокпосту.

## Функції
Блокпост призначений для охорони важливих доріг і роздоріжжь, які ведуть до міст та населених пунктів, транспортних станцій. На блокпостах здійснюється контроль за рухом транспорту й людей, їхня перевірка та огляд з метою своєчасного виявлення ворога, його знешкодження чи затримки його просування; запобігання отриманню ворогом поповнення та припасів; недопущення здійснення ворогом диверсій та підривної діяльності в тилу.

## Облаштування

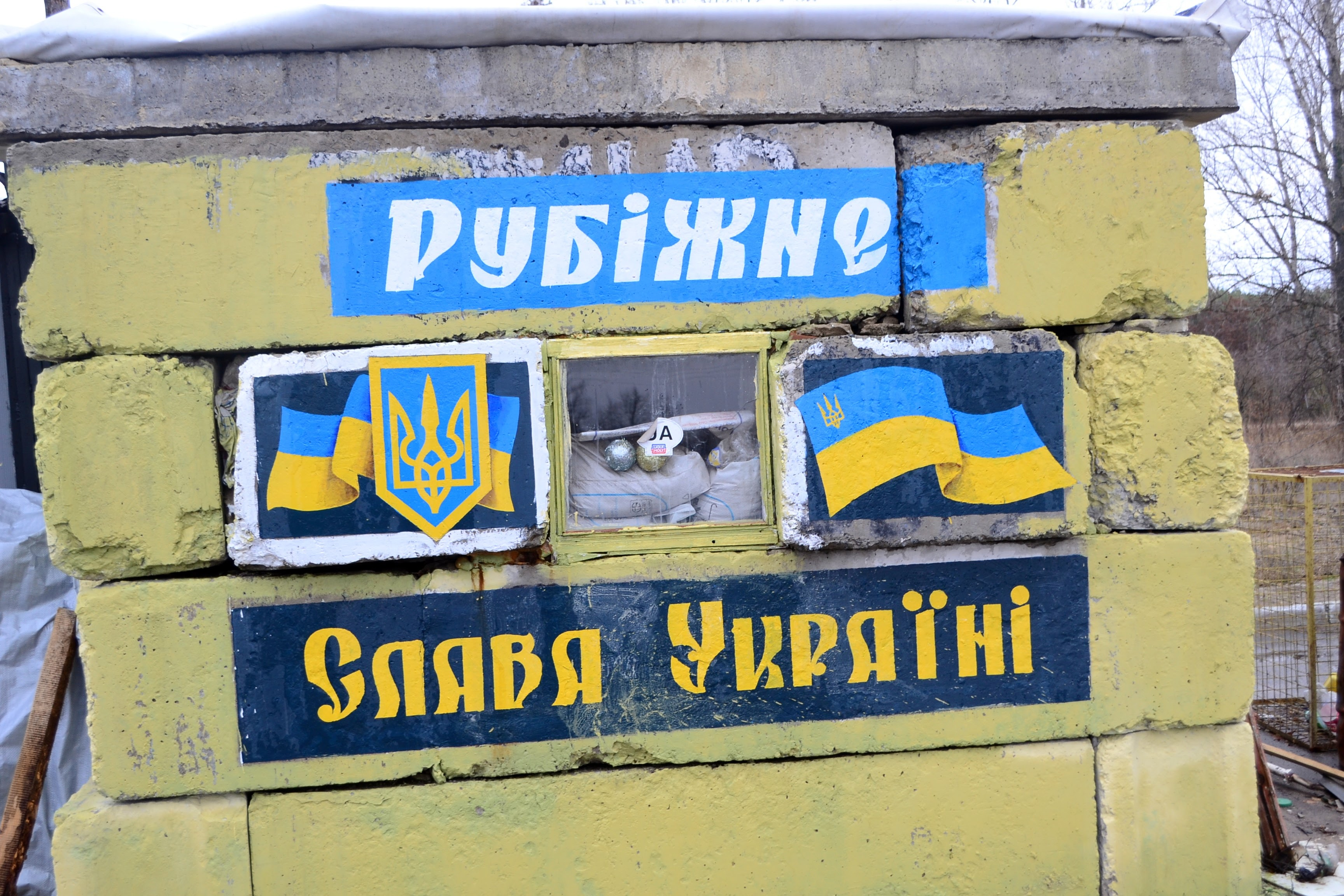
Блокпост у Рубіжному, Зона АТО, 2015 рік

Блокпост може мати поліцейське, військове, а також цивільне застосування (наприклад, для контролю за доступом осіб на територію приватної власності).
Блокпости обладнуються біля доріг з метою перевірки транспортних засобів і блокування проїзду в разі потреби. Вони бувають постійними або тимчасовими. Блокпост переважно влаштовується за кутами будівель, на поворотах дороги, або за схилами пагорбів таким чином, щоб не бути помітним здалеку. Зазвичай встановлюються вище рівня дороги за 30-60 м від неї. Місцевість навколо блокпоста повинна бути відкрита для кругового обстрілу і добре проглядатися. Охорона забезпечується як озброєними людьми, так і може доповнюватися бойовою технікою — БМП, БТР, танками. У міських умовах блокпост повинен мати групу прикриття, розташовану на даху сусідніх будівель.
Сам блокпост будується з куленепробивних матеріалів, наприклад, бетонних блоків, габіонних укріплень, у яких робляться амбразури. На амбразурах та інших отворах робиться захист від гранат з дротяних сіток.
Навколо блокпосту ставляться перешкоди з колючого дроту або колючої стрічки. Вільним лишається один вузький прохід, який може прикриватися кулеметним вогнем. Висота такого загородження не повинна перевищувати рівня спостереження. Додатковою обороною слугують рови навколо блокпоста, що перешкоджають його об'їзду, та окопи, з яких може вестися вогонь по ворогу. Всі укриття розташовуються так, щоб охоронці блокпоста могли досягнути їх за лічені секунди.
Додатково блокпост може захищатися мішками з піском, сигнальними мінами, мінно-вибуховими загородженнями, протитанковими їжаками, шипами (наприклад, українськими «Діана», «Кактус», «Гарпун»), рейками, блоками, котрі перешкоджають наближенню та проходженню повз противників. На блокпосту може стояти шлагбаум для контролю проїзду. Блокпост візуально маскується деталями ландшафту, будівлями, а також маскувальними сітками, полотнами тканини, розфарбовуванням, димовими завісами. В нічний час блокпост застосовує світломаскування — приховує помітне ззовні освітлення, за винятком того, що спрямоване на дорогу. Для ускладнення безшумного підходу противника використовуються консервні банки, шифер, покрівельне залізо, сухе гілля та хмиз, інші предмети, що створюють шум, коли на них наступити.
Блокпост повинен мати надійний основний та дублюючий зв'язок із союзними силами. Наприклад, радіоповідомлення дублюються запусками сигнальних ракет.
За умов відсутності загрози нападу, третина особового складу блокпоста повинна відпочивати. Блокпост повинен мати декілька великих ємностей для забезпечення автономного водозабезпечення, мати місце для організованого харчування та зберігання продуктів харчування; окремий смітник і туалет.

## Різновиди

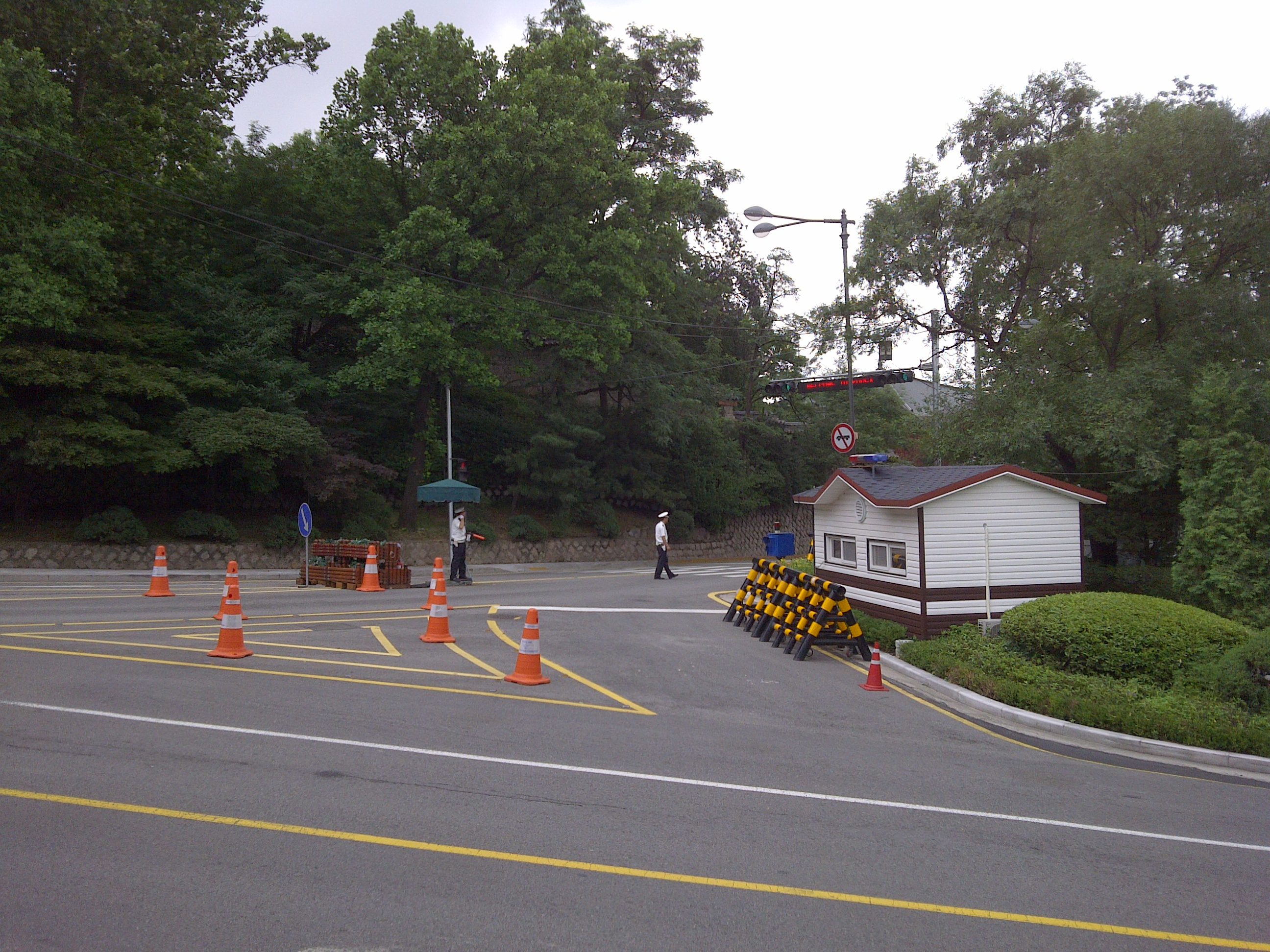
Постійний блокпост у Південній Кореї, 2011 рік

Тимчасовий блокпост виставляється пішим або моторизованим патрулем на короткий проміжок часу. Розташування блокпоста визначається обставинами, складеними в ході оперативної обстановки. Воно вибирається так, щоб пост неможливо було об'їхати, наприклад, біля залізничного переїзду, поблизу ділянки дороги з високими схилами, глибокими кюветами і в інших місцях, де машини з підозрюваними не зможуть розвернутися і поїхати в бік. Особовий склад тимчасового блокпоста складає щонайменше 3 особи. Перша — перевіряє документи, друга (старший поста) — підстраховує, третя — стоїть зі зброєю.
Постійний блокпост розміщується на дорогах або на основних шляхах, зазвичай на перетині доріг або на в'їзді в контрольований район. Такі блокпости обслуговується цілодобово, а їхній особовий склад живе в них постійно.